# 何塞·阿方索
何塞·曼努埃尔·塞奎拉·阿方索·多斯桑托斯（José Manuel Cerqueira Afonso dos Santos，1929年8月2日—1987年2月23日）是一位葡萄牙创作型歌手。1974年4月25日上午，武装部队运动發動康乃馨革命，並以阿方索的歌曲作為革命的广播信号。此後阿方索的音乐成为葡萄牙革命、反法西斯主义、葡萄牙劳工运动和左翼政治的象征。他最終因肌萎缩侧索硬化去世。